# 羅越
羅越（Lo Yueh，1992年9月22日—），台灣電影導演，2018年大學畢業製作執導電影短片《最後的記憶》， 邀請到第47屆金馬獎最佳新演員、第52屆金鐘獎迷你劇集／電視電影女配角獎李千那、梁正群、高英軒主演，毛遂自薦邀請到金馬國際影展創辦人、第47屆金馬獎終生成就獎徐立功擔任監製，創下台灣電影教父徐立功在電影界五十年以來首次與學生合作短片的紀錄。2019年與製片人謝郁萱共同創立羅越電影有限公司，同年在YouTube成立「羅先生謝小姐」（阿越 x 美味謝寶,今Arriloe）頻道。2020年再次與徐立功監製攜手合作電影短片《日後，回家路》，同時羅越毛遂自薦邀請到劉畊宏共同擔任監製，邀請第57屆金馬獎最佳女主角、最佳女配角陳淑芳、林彥君領銜主演，王滿嬌、第54屆金鐘獎迷你劇集／電視電影男配角獎黃鐙輝特別演出。

## 簡歷
羅越出生於桃園縣（今桃園市）。從五歲開始就懷抱著電影夢，小時候經常待在爺爺家，因為爺爺喜歡看電影，因此讓當時僅有五歲的他深刻感受到電影的魔幻魅力，下定決心朝著電影導演前進。高中就讀中國福建省廈門市音樂學校（廈門大學附屬音樂學校），主修長笛，在美國華盛頓州 Bellevue College貝爾維尤學院學習電影製作，大學2018年於開南大學創意產業與數位電影學士學位學程（今電影與創意媒體學系）畢業，求學過程中執導過多部電影短片及專精超過七年的繪畫及古典音樂。2017年大學四年級向徐立功毛遂自薦邀請擔任畢業製作《最後的記憶》監製，對電影的熱情與努力認真感動了徐立功，並為羅越親筆寫下：「為了電影勇於跨越困難、勇於超越自我的年輕導演」。2019年與製片人謝郁萱共同創立羅越電影有限公司，正式成立自己的電影品牌，短片作品獲得海內外各地影展多項獎座，同時也受到觀眾廣大的迴響，同年與謝郁萱在YouTube成立「羅先生謝小姐」（阿越 x 美味謝寶,今Arriloe）頻道，分享電影短片作品及日常生活開箱、旅遊影片。2020年羅越再次與徐立功攜手合作電影短片《日後，回家路》，並毛遂自薦邀請到劉畊宏共同擔任監製，邀請第57屆金馬獎最佳女主角、最佳女配角陳淑芳、林彥君領銜主演，王滿嬌、第54屆金鐘獎迷你劇集／電視電影男配角獎黃鐙輝特別演出。

## 作品

### 電影短片
- 2020年《日後，回家路》演員：陳淑芳、林彥君、王滿嬌、黃鐙輝
- 2019年《編劇人生》演員：羅越
- 2018年《最後的記憶》演員：李千那、梁正群、高英軒、常惟綱、趙品傑
- 2017年《趁我還記得》演員：陳慕義、常惟綱
- 2017年《下班後》演員：常惟綱、李柏庭
- 2017年《後座》演員：鄧坤亦、簡維廷、林暐翔、趙軒晟
- 2016年《天梯》演員：趙品傑、陳峻瑩、鄭翰、許薪顏、趙軒晟
- 2016年《靈感》演員：趙品傑、朱育瑄
- 2016年《暗潮》演員：曹耀文、劉宇昕
- 2015年《彼岸花》演員：羅越、簡維廷
- 2014年《冰山》演員：羅越

### MV
- 李千那《愛到站了》《謝謝你》（《最後的記憶》電影主題曲）
- 林彥君《再回來的約定》（《日後，回家路》電影主題曲）

### YouTube
- Arriloe

原頻道名稱為羅先生謝小姐、阿越 x 美味謝寶。

## 獎項
- 2021年《日後，回家路》三好微電影國際創作競賽優選
- 2020年《最後的記憶》三好微電影國際創作競賽五和精神獎
- 2020年《日後，回家路》CKFF國度影展最佳劇情片提名、最佳導演獎提名
- 2020年《日後，回家路》湖北金飛燕微電影大賽入圍
- 2020年第十四屆myfone行動創作獎行動訊息-時事佳作
- 2020年《日後，回家路》屏東電影節評審團優選獎
- 2020年《最後的記憶》IM兩岸青年影展前50強
- 2020年《最後的記憶》校園鑫馬獎全國前32強、各校選拔第一名
- 2020年《趁我還記得》校園鑫馬獎各校選拔第二名
- 2020年《天梯》校園鑫馬獎各校選拔佳作
- 2020年《暗潮》校園鑫馬獎各校選拔佳作
- 2020年《靈感》校園鑫馬獎各校選拔佳作
- 2020年《最後的記憶》金光影展社會組銀獎
- 2019年《最後的記憶》寧波國際微電影節最佳短片金螺獎提名、最佳導演獎提名
- 2019年《最後的記憶》金燈臺國際影展優等獎、最佳劇情片提名、最佳導演獎提名
- 2019年《最後的記憶》湖北金飛燕微電影大賽銅獎、最佳導演獎
- 2019年《編劇人生》MOD微電影暨金片子創作大賽金片子組優選
- 2019年《編劇人生》Myfone行動創作獎微電影組行動影片佳作
- 2019年《最後的記憶》華視CTS台泰微電影節校園組第一名
- 2019年《趁我還記得》佳音金傳獎微電影類入圍
- 2019年《趁我還記得》LOV3台北從影開始校園組佳作
- 2019年《天梯》LOV3台北從影開始校園組入圍
- 2019年《最後的記憶》台北影視音人才媒合會劇本組入選
- 2019年《最後的記憶》湖南文創視頻選拔賽第二名
- 2019年《最後的記憶》上海We愛第三屆兩岸青年短片大賽銀獎
- 2019年《最後的記憶》放視大賞行動應用類數位影音組優選
- 2019年《最後的記憶》青春有影金獎、百大精選獎
- 2019年《最後的記憶》英國電影製作人短片影展入選
- 2018年《最後的記憶》奈及利亞國際短片電影節入選
- 2018年《最後的記憶》日本大阪ISCA國際學生影展第二名
- 2018年《最後的記憶》MOD微電影暨金片子創作大賽愛爾達電影合作劇本獎
- 2018年《最後的記憶》華視新秀劇場入選
- 2018年《趁我還記得》澳門當下未來影展入選
- 2018年《趁我還記得》SHOW你的創意微電影大賽佳作
- 2018年《趁我還記得》得勝影展大學組佳作
- 2018年《最後的記憶》第一屆雛島影展最佳劇情片
- 2018年《最後的記憶》新北市學生影像新星獎劇情組年度優選片
- 2017年《天梯》MOD微電影暨金片子創作大賽校園組入圍
- 2017年《天梯》新北市學生影像新星獎劇情組入圍、最佳人氣獎
- 2017年《趁我還記得》新北市學生影像新星獎劇情組入圍
- 2017年《靈感》放視大賞行動應用類數位影音組入圍
- 2017年《後座》放視大賞行動應用類數位影音組入圍
- 2017年《天梯》放視大賞行動應用類數位影音組入圍

## 新聞資料
- 學生導演才華打動國片教父 失智症微電影是要逼哭誰 （页面存档备份，存于）
鏡週刊2018/04/22
- 告訴我一個你覺得很重要，而且一輩子都可能不會忘記的回憶 （页面存档备份，存于）
市民時報2018/04/27
- 《最後的記憶》學生導演羅越畢業祭 府中15展出 （页面存档备份，存于）
中央社2018/04/27
- 兩電影說「失智症」 看記憶的流失 （页面存档备份，存于）
自由時報2018/09/21
- 響應國際失智症月 台片《最後的記憶》首映 （页面存档备份，存于）
大紀元2018/09/21
- 阿公失智啟發他拍電影 學李安向徐立功自薦奪We愛銀獎 （页面存档备份，存于）
ETtoday新聞雲2019/06/22
- We愛兩岸青年短片大賽 台灣作品拿下三項大獎！ （页面存档备份，存于）
ETtoday新聞雲2019/06/22
- 兩岸青年用短片共譜爱歌 We愛•第三届屆兩岸青年短片大賽圓滿落幕 [永久]
海峽之聲網2019/06/22
- We爱•第三屆兩岸青年短片大賽圓滿落幕 
中國日報網2019/06/24
- 金馬雙料影后陳淑芳好運助陣 《日後，回家路》也榮獲2020年屏東電影節雙料大獎  （页面存档备份，存于）
辛斤星傳媒2020/11/23
- 國民阿嬤陳淑芳《日後，回家路》搭檔林彥君151演繹自然祖孫情 
青年日報2020/12/15

## 相關連結
- 羅越的Facebook專頁
- 羅越電影有限公司的Facebook專頁
- YouTube上的Arriloe
- YouTube上的佳音廣播電台藝論紛紛-導演羅越製片謝郁萱專訪
- YouTube上的愛爾達綜合台電影微勢力-第三集